# Patrone SmK
Patrone SmK er et 7.92×57mm (8×57mm IS) panserbrydende projektil, som har en kerne af værktøjsstål og var designet til at blive afskudt fra en almindelig Mauser riffel. Den blev anvendt af tysk infanteri mod de første britiske kampvogne under 1. Verdenskrig. Patrone SmK havde en 33% sandsynlighed for at gennembryde panser på 12-13 mm tykkelse på en afstand af op til 100 meter.
Patrone SmK blev anvendt i slaget ved Messines i juni 1917, som var første gang briterne indsatte Mark IV kampvognen, som havde tykkere panser og stod imod.

## Varianter
Tyskerne fremstillede flere versioner af SmK ammunition under 1. og 2. Verdenskrig, herunder:
| Betegnelse        | Fulde navn                                         | Beskrivelse |
| ----------------- | -------------------------------------------------- | --- |
| S.m.K.            | Spitzgeschoss mit Kern                             | Standard panserbrydende projektil med stålkerne. Den havde en rød kant omkring sprænghætten i bunden.                                                                        |
| S.m.K.H.          | Spitzgeschoss mit Kern, Hart                       | Afløste kernen af værktøjsstål med en kerne af tungstencarbid. Det havde en rød patronbund. Fra 1939 var det kun sprænghætten som var rød.                                   |
| S.m.K. L'spur     | Spitzgeschoss mit Kern, Leuchtspur                 | Har en kortere stålkerne og er lavet som et lysspor projektil. Kan indeholde farvebetegnelser såsom gelb. Den havde en rød ring omkring sprænghytten og sort projektilspids. |
| S.m.K. Ub.m.Zerl. | Spitzgeschoss mit Kern Übungsmunition mit Zerleger | Et meget sjældent øvelsesprojektil, som ødelægger sig selv efter en vis distance.                                                                                            |

I mellemkrigstiden fremstillede Polen en kopi af S.m.K. patronen, som fik betegnelsen przeciwpancerny og egne panserbrydende projektiler med sporlys, som blev betegnet PS (przeciwpancerny smugowy).

## References
1. ↑  Fletcher, D British Mark IV tank Osprey Publishing p14
2. 1 2 3 4  Dąbrowski, Jarosław. Amunicja małokalibrowa kampanii wrześniowej i: "Strzał" 10/2010, pp. 18-24 (på polsk)
3. 1 2 3  "K98k Mauser side". Arkiveret fra originalen 3. januar 2008. Hentet 7. februar 2016.